# Кубок Кіпру з футболу 2014—2015
Кубок Кіпру з футболу 2014–2015 — 73-й розіграш кубкового футбольного турніру на Кіпрі. Титул здобув АПОЕЛ.

## Календар
| Раунд        | Дата                                                     | Матчі | Клуби   |
| ------------ | -------------------------------------------------------- | ----- | ------- |
| Перший раунд | 29 жовтня, 5 листопада 2014                              | 10    | 26 → 16 |
| 1/8 фіналу   | 7, 14 січня - 14, 28 січня, 4 лютого 2015                | 8     | 16 → 8  |
| 1/4 фіналу   | 11, 18 лютого, 4 березня - 18 лютого, 4, 11 березня 2015 | 8     | 8 → 4   |
| 1/2 фіналу   | 8/22 квітня 2015                                         | 4     | 4 → 2   |
| Фінал        | 20 травня 2015                                           | 1     | 2 → 1   |

## Перший раунд
| Команда 1                    | Рахунок         | Команда 2                    |
| ---------------------------- | --------------- | ---------------------------- |
| 29 жовтня 2014               |                 |                              |
| Пафос (2)                    | 0:3             | Отеллос                      |
| ЕНАД (2)                     | 2:4             | Анортосіс                    |
| АЕЗ Закакіу (2)              | 2:3             | Докса                        |
| Ая-Напа                      | 3:1             | Еносіс Неон (Пареккліша) (2) |
| Елпіда (2)                   | 1:4             | Неа Саламіна                 |
| АПЕП (2)                     | 0:1             | Олімпіакос (2)               |
| Нікос та Сократіс Еріміс (2) | 3:4 дч          | Анагеннісі (2)               |
| Карміотісса Полемідіон (2)   | 2:1             | Енозіс Неон (Паралімні) (2)  |
| Дігеніс (2)                  | 0:0 дч пен. 4:2 | Омонія (Арадіпу) (2)         |
| 5 листопада 2014             |                 |                              |
| Етнікос                      | 3:0             | Аріс                         |

## Другий раунд
| Команда 1                  | Заг. | Команда 2      | 1-й матч | 2-й матч |
| -------------------------- | ---- | -------------- | -------- | -------- |
| 7/14 січня 2015            |      |                |          |          |
| Карміотісса Полемідіон (2) | 3:1  | Анагеннісі (2) | 2:1      | 1:0      |
| Докса                      | 1:5  | Ерміс          | 1:3      | 0:2      |
| АЕК                        | 2:0  | Неа Саламіна   | 1:0      | 1:0      |
| 7/28 січня 2015            |      |                |          |          |
| Аполлон                    | 2:3  | Отеллос        | 1:1      | 1:2      |
| 14/28 січня 2015           |      |                |          |          |
| Олімпіакос (2)             | 0:4  | АПОЕЛ          | 0:1      | 0:3      |
| АЕЛ                        | 3:2  | Етнікос        | 1:0      | 2:2      |
| 14 січня/4 лютого 2015     |      |                |          |          |
| Дігеніс (2)                | 1:4  | Анортосіс      | 1:2      | 0:2      |
| Омонія                     | 9:0  | Ая-Напа        | 4:0      | 5:0      |

## Чвертьфінали
| Команда 1                | Заг. | Команда 2                  | 1-й матч | 2-й матч |
| ------------------------ | ---- | -------------------------- | -------- | -------- |
| 11/18 лютого 2015        |      |                            |          |          |
| Отеллос                  | 1:5  | АЕК                        | 1:1      | 0:4      |
| Омонія                   | 9:0  | Карміотісса Полемідіон (2) | 2:0      | 7:0      |
| 18 лютого/4 березня 2015 |      |                            |          |          |
| АЕЛ                      | 2:1  | Ерміс                      | 1:1      | 1:0      |
| 4/11 березня 2015        |      |                            |          |          |
| Анортосіс                | 0:2  | АПОЕЛ                      | 0:0      | 0:2      |

## Півфінали
| Команда 1        | Заг.    | Команда 2 | 1-й матч | 2-й матч |
| ---------------- | ------- | --------- | -------- | -------- |
| 8/22 квітня 2015 |         |           |          |          |
| АПОЕЛ            | 3:0     | Омонія    | 3:0      | 0:0      |
| АЕК              | 3:3 (ч) | АЕЛ       | 2:2      | 1:1      |

## Фінал
| 20 травня 2015 18:00 (CET) |

| АПОЕЛ                                      | 4:2      | АЕЛ                 |
| ------------------------------------------ | -------- | ------------------- |
| де Вінсенті 31' Ефрем 45+1', 53' Ріїсе 60' | Протокол | Сема 11' Сіеліс 90' |

| ГСЗ, Ларнака Глядачів: 10 177 Арбітр: Павел Краловець, (Чехія) |